# 2014 QC442
2014 QC442 est un objet transneptunien en résonance 2:7 avec Neptune avec un diamètre estimé à un peu plus de 200 km.